# Heinz Wozniakowski
Heinz Wozniakowski (* 24. Dezember 1924 in Breslau; † 14. Mai 1964) war ein deutscher Fußballspieler, der 156 Spiele mit 70 Toren in der DDR-Oberliga bzw. Oberliga Nord in den Jahren 1949 bis 1957 absolviert hat.

## Laufbahn

### Fortuna/KWU/Turbine Erfurt, 1949 bis 1951
Die Karriere von Heinz Wozniakowski begann in Niederschlesien beim Breslauer FV 06, wo er bereits 1942 in die Jugendauswahl von Niederschlesien berufen wurde. Nach Kriegsende spielte er in Glauchau und bei Vorwärts Mühlhausen (Thüringen).
Im März 1950 kam der ballgewandte und schnelle Stürmer zu KWU Erfurt. In der Verbandsrunde 1949/50 bestritt er noch fünf Spiele für die Erfurter und erzielte dabei fünf Treffer. KWU (später Turbine) belegte den vierten Platz. „Woz“ wurde sofort in Auswahlmannschaften berufen. Am 23. April 1950 setzte ihn Trainer Fred Schulz in einer DDR-Auswahl beim Spiel gegen Sachsen als Mittelstürmer ein. Im Mai 1950 nahm er an einem Auswahl-Lehrgang in Bad Elster teil, in dessen Rahmen am 14. Mai ein Testspiel DDR-A gegen DDR-B stattfand und mit einem sensationellen 7:1-Erfolg der B-Auswahl endete. Der Ex-Breslauer agierte als Mittelstürmer in der A-Mannschaft und erzielte für diese den Ehrentreffer. Am 25. Juni vertrat er die Farben von Thüringen beim Spiel gegen die Sachsenauswahl.
In der Saison 1950/51 belegte Turbine Erfurt punktgleich mit jeweils 50:18 Zählern gemeinsam mit Chemie Leipzig den ersten Platz in der DS-Oberliga. „Woz“ hatte 29 Spiele mit acht Toren bestritten. Das Entscheidungsspiel am 20. Mai 1951 gewann Leipzig vor 60.000 Zuschauern in Chemnitz mit 2:0 Toren. Winfried Herz und Heinz Wozniakowski konnten dabei nicht völlig das Fehlen der zwei weiteren Leistungsträger Nitsche und Nordhaus kompensieren.
In der Vorrunde der Serie 1951/52 absolvierte Wozniakowski 16 Spiele für Turbine Erfurt und wechselte im Dezember 1951 mit Winfried Herz und dem Thalenser Werner Oberländer in den Westen (fußballerisch: Norden) zu Eintracht Braunschweig. Er hatte von 1949 bis 1951 für Erfurt 49 Spiele in der Oberliga absolviert und dabei 20 Treffer erzielt sowie am Finale um die DDR-Meisterschaft 1951 mitgewirkt.

### Eintracht Braunschweig, 1952 bis 1958
Das Vertragsspielerstatut schloss die Mitwirkung von Neuzugängen während der laufenden Saison in der Oberliga aus. Dennoch setzte die Eintracht Wozniakowski und die beiden anderen Neuen sofort am 6. Januar 1952 beim Auswärtsspiel in der Oberliga Nord bei Göttingen 05 ein. Das Spiel endete mit einer 1:4-Niederlage für Braunschweig und wurde mit diesem Resultat gewertet, doch kamen weitere Einsätze der Ex-DDR-Spieler (aus Erfurt war noch der Torwart Heinz Senftleben dazugekommen) bis Rundenende nicht in Betracht. Da die Niedersachsen nach der Verbandsrunde wegen Manipulationsverdacht mit einem Zwangsabstieg belegt wurden, musste Wozniakowski 1952/53 in der Amateurliga Niedersachsen-Ost gegen den VfV Hildesheim, TuS Celle, MTV Braunschweig, 07 Linden, TSV Goslar 08, Teutonia Uelzen und nicht gegen den Hamburger SV und Werder Bremen um die Punkte spielen. Souverän wurde die Meisterschaft mit 123:39 Toren und 54:10 Punkten errungen und damit Einzug in die Aufstiegsrunde zur Oberliga Nord gehalten. Auch da waren die Gegner ASV Bergedorf 85, VfL Wolfsburg und VfR Neumünster chancenlos. Braunschweig kehrte 1952/53 sofort in die Oberliga Nord zurück.
Bundestrainer Sepp Herberger lud Wozniakowski im Mai 1953 zu einem DFB-Lehrgang mit Spielen gegen das englische Profiteam Bolton Wanderers ein. In Berlin und in Düsseldorf lief der Halbstürmer in zwei Begegnungen gegen Bolton in einer DFB-Auswahl auf. Am 4. Juni trat die DFB-Auswahl in Augsburg auch noch gegen Süddeutschland an. „Woz“ erzielte einen Treffer, die Herberger-Kursisten verloren aber gegen den Süden mit 3:5 Toren. In der deutschen Fußballnationalmannschaft der Amateure debütierte Wozniakowski am 13. Juni in Wuppertal beim Länderspiel gegen Frankreich an der Seite seines Vereinskameraden Winfried Herz.
Als der Oberliga-Rückkehrer Eintracht Braunschweig in der Saison 1953/54 den vierten Platz belegte, hatte „Woz“ dazu in 22 Spielen zehn Tore erzielt. In der Runde 1955/56 kam er auf seine beste Bilanz mit 27 Einsätzen mit 16 Treffern. Mit 68 Toren hatte Braunschweig als Tabellenzwölfter elf Treffer mehr als der Vizemeister Hannover 96 vorzuweisen, aber auch 32 Gegentore mehr. Mit seinem Einsatz am 24. November 1957, beim Heimspiel gegen Holstein Kiel vor 13.000 Zuschauer, beendete Heinz Wozniakowski seine aktive Laufbahn in der Oberliga Nord. An den Endrundenspielen um die deutsche Fußballmeisterschaft 1958 nahm er nicht mehr teil, Jürgen Moll kam als neue Stürmerhoffnung bei den „Löwen“ zum Zuge. Von 1952 bis 1957 absolvierte Wozniakowski für Eintracht Braunschweig 107 Oberligaspiele und schoss dabei 50 Tore.